# Oniferi
Oniferi (sardinski: Onièri) je grad i općina (comune) u pokrajini Nuoru u regiji Sardiniji, Italija. Nalazi se na nadmorskoj visini od 478 metara i ima 902 stanovnika.
 Prostire se na 35,67 km². Gustoća naseljenosti je 25 st/km².
Susjedne općine su: Benetutti, Bono, Orani i Orotelli.